# شهرستان مقبنه
ناحیهٔ مقبنه (به عربی: مدیریة مقبنة) یک ناحیه در یمن است که در استان تعز واقع شده‌است.
ناحیهٔ مقبنه ۶۲٬۴۷۱ نفر جمعیت دارد.